# Hank D’Amico
Hank D'Amico (Rochester, 1915. március 21. – New York, 1965. december 3.) amerikai klarinétos.

## Pályakép
Hank D'Amico hegedűlni tanult, amit később klarinétra cserélt. Buffaloban lépett fel vele először. Zenei pályafutását olyan zenekarokban kezdte, amelyek a Chicago és Buffalo közötti tavakon léptek fel.
1936-ban Paul Spechtnél játszott, aztán váltott a Red Norvora. 1938-ban saját oktettjével szerepelt a rádiókban. 1939-ben rövid időre visszatért Norvo együtteséhez. 1940/41-ben Bob Crosby zenekarában játszott, 1941-ben pedig saját big bandjét vezette. Ezután rövid ideig a Les Brown, Benny Goodman és Red Norvo együttesével dolgozott, majd stúdiózenész lett a New York-i ABC Audionál. Itt Miff Mole-lal és Tommy Dorsey-vel is játszott.
Az ABC-nél eltöltött tíz év után 1954-ben Jack Teagardennel dolgozott, aztán többnyire kisebb formációkban játszott. Időnként saját combokat is vezetett. 1964-ben a Morey Feld trióval lépett fel a New York-i Világkiállításon.
D'Amico pályafutása során lemezeket készített Louis Armstrong, Mildred Bailey, Eddie Condon, Erroll Garner, Johnny Guarnieri, Coleman Hawkins, Horace Henderson/Buck Clayton, Max Kaminsky, Carl Kress, Wingy Manone, Charlie Shavers, Maxine Sullivan, George Wettling és Lester Young együtteseivel is.

## Lemezeiből
- Eddie Condon: Town Hall Concerts, Vol. 1 (Jazzology, 1944)
- Erroll Garner: 1944–1945 (Classics)
- Johnny Guarnieri: 1944–1946 (Classics)
- Red Norvo: Jivin´ the Jeep (Hep Records, 1936/37)
- The Complete Charlie Shavers with Maxine Sullivan (Avenue, 1957)

## Fordítás
Ez a szócikk részben vagy egészben  a   Hank D'Amico című német Wikipédia-szócikk ezen változatának fordításán alapul.  Az eredeti cikk szerkesztőit annak laptörténete sorolja fel. Ez a jelzés csupán a megfogalmazás eredetét és a szerzői jogokat jelzi, nem szolgál a cikkben szereplő információk forrásmegjelöléseként.